# Mirjam E. Kotwick
Mirjam Engert Kotwick, geborene Engert (* 1984), ist eine deutsche Klassische Philologin und Philosophiehistorikerin, die in den Vereinigten Staaten als Assistant Professor an der Princeton University tätig ist.

## Leben
Mirjam Kotwick studierte (noch bis 2011 als Mirjam Engert) Klassische Philologie und Germanistik an der Ludwig-Maximilians-Universität und schloss dieses Studium 2010 mit dem M.A. ab. 2014 wurde sie als wissenschaftliche Mitarbeiterin bei dem Gräzisten Oliver Primavesi mit einer Dissertation unter dem Titel Alexander von Aphrodisias und der Text der Aristotelischen Metaphysik promoviert. 2015 war sie mit einem Stipendium des Deutschen Akademischen Austauschdiensts Postdoctoral Visiting Scholar an der University of Michigan bei Richard Janko, einem Experten für den Derveni-Papyrus. 2017 erschien dann aus ihrer Feder die erste Übersetzung des Derveni-Papyrus ins Deutsche neben einem griechischen Text von Richard Janko. Von 2016 bis 2019 hatte sie eine Stelle als Onassis Lecturer in Ancient Greek Thought and Language im Department of Philosophy der New School for Social Research in New York City inne. Nach einem Jahr als Assistant Professor of Classics an der University of Cincinnati ist sie seit 2020 Assistant Professor of Classics an der Princeton University. Neben weiteren Schriften zur Metaphysik des Aristoteles und zum Derveni-Papyrus arbeitet sie, ausgehend vom letztgenannten Text, zur allegorischen Interpretation und Hermeneutik in der frühgriechischen Literatur.

## Schriften (Auswahl)
- Der Papyrus von Derveni. Griechisch-deutsch. Eingeleitet, übersetzt und kommentiert von Mirjam E. Kotwick. Basierend auf einem griechischen Text von Richard Janko. (Sammlung Tusculum). De Gruyter, Berlin/Boston 2017. – Rezension von Marco Antonio Santamaría Álvarez, Bryn Mawr Classical Review 2020.05.13
- Alexander of Aphrodisias and the Text of Aristotle’s Metaphysics. (California Classical Studies, 4). Berkeley 2016, (E-Publikation). (Englische Übersetzung der deutschsprachigen Dissertation von 2014). – Rezensionen von José C. Baracat, Bryn Mawr Classical Review 2018.09.26; Sten Ebbesen, Journal of the History of Philosophy 55.1, 2017, S. 159–60; Silvia Fazzo, Gnomon 91, 2019, S. 687–694.